# Sons of the Forest
Sons of the Forest je survival hororová videohra vyvinutá studiem Endnight Games a publikovaná společností Newnight. Je pokračováním videohry The Forest z roku 2018. Byla vydána 23. února 2023 v předběžném přístupu pro Microsoft Windows prostřednictvím služby Steam.
K úplnému vydání hry došlo 22. února 2024.

## Příběh
Mnoho let po událostech první hry The Forest (na místě „Site 1“) je tým žoldáků najatých společností PuffCorp vyslán na ostrov zvaný „Site 2“, aby zde našli zakladatele společnosti PuffCorp Edwarda Pufftona, jeho manželku Barbaru a dceru Virginii, kteří jsou již několik měsíců nezvěstní. Vrtulníky týmu jsou však sestřeleny neznámými útočníky. Jeden ze žoldáků pád vrtulníku přežije, ale je omráčen osobou ve stříbrném plášti. Žoldák se pak probudí pouze se sadou pro přežití a GPS lokátorem a dalším přeživším žoldákem jménem Kelvin, jenž při havárii ohluchl.
Žoldák a Kelvin se se společnými silami utáboří a získávají zdroje, aby přežili v divočině a mohli se bránit útokům zmutovaných kanibalů, kteří ostrov, jak se zdá, obývají. Jakmile je jejich situace bezpečná, rozhodne se žoldák prozkoumat ostrov pomocí GPS lokátoru. Během průzkumu najde různé podzemní bunkry a zařízení vybudované společností PuffCorp. Dozvídá se více o skutečné povaze Site 2 a o záměrech PuffCorpu s ní. Stejně jako na Site 1, i zde se nachází starobylé artefakty neznámé moci a také dosud neobjevená zlatá ruda. PuffCorp získal ostrov pod záminkou, že z něj udělá letovisko, a tajně soupeří s majiteli Site 1, společností Sahara Therapeutics, o kontrolu nad artefaktem známým jako „Cube“ („Kostka“). Žoldák také najde záznam z bezpečnostních kamer, na kterém je vidět, jak Edward a vedoucí pracovníci PuffCorpu během večeře náhle zmutovali v kanibaly, což znamená, že kanibalové byli předchozími obyvateli Site 2.
Žoldák během průzkumu ostrova narazí též na přátelskou mutantku Virginii, které se nějakým způsobem podařilo zachovat si zdravý rozum. Při prohledávání dalšího bunkru narazí na Tima a Erica LeBlancovy, syna a otce z The Forest, kteří byli také najati PuffCorpem, aby pátrali po Pufftonových. Nicméně je od nich oddělen, když LeBlancy přepadne osoba ve stříbrném plášti a žoldák je mutantem sražen do bezvědomí. Žoldák pak pokračuje v průzkumu zařízení PuffCorpu a nakonec objeví poznámky o výzkumu Kostky, jež odkazují na její schopnost cestovat mezi alternativními dimenzemi. Dozvídá se též, že se Kostka „aktivuje“ každých osm měsíčních cyklů a jediné bezpečné útočiště se nachází uvnitř samotné Kostky. Žoldák usoudí, že mutace na ostrově způsobila její aktivace a že další aktivace má brzy proběhnout.
Cestou ke Kostce narazí na typ vysoce agresivního mutanta. Žoldák k ní nakonec dorazí spolu s Timem a oba se dostanou dovnitř dříve, než se uzavře, čímž osobu ve stříbrném plášti nechají venku. Když se Kostka aktivuje, Tim dostane záchvat a na chvíli se rozdělí na několik svých verzí, než jim Kostka ukáže vizi futuristického, mimozemského města. Kostka se poté deaktivuje a znovu otevře. Žoldák a Tim nachází venku zmutovanou osobu ve stříbrném plášti a vrací se zpět na povrch, kde na ně ve vrtulníku čeká Erik. Ve hře jsou možné dva konce:
- Pokud se hráč rozhodne jít pro svou výbavu pro přežití, rozhodne se žoldák zůstat na ostrově a LeBlanci odletí bez něj.
- Pokud se hráč rozhodne nastoupit do vrtulníku, žoldák opustí ostrov s LeBlancovými. Pokud Kelvin a Virginia přežili a doprovázeli žoldáka ke Kostce, odletí vrtulníkem také.